# جيان كليبر
جيان كليبر (بالبرتغالية: Jean Cléber‏) (29 أبريل 1990 بساو باولو في البرازيل - ) هو لاعب كرة قدم برازيلي في مركز الوسط. لعب مع نادي بوا إيسبورت.

## وصلات خارجية
- جيان كليبر على موقع قاعدة بيانات كرة القدم.إي يو (الإنجليزية)
- جيان كليبر على موقع Soccerway.com (الإنجليزية)
- جيان كليبر على موقع AS.com (الإسبانية)